# René de Possel
René de Possel, de son nom complet Lucien Alexandre Charles René de Possel-Deydier (né le 7 février 1905 à Marseille et mort le 26 février 1974 à Clamart,) est un mathématicien français. 
Il est l’un des fondateurs du groupe Bourbaki en 1934, qui travailla par la suite sur la reconnaissance optique de caractères en informatique.

## Carrière universitaire
Élève au lycée Thiers de Marseille, il intègre l'École normale supérieure de Paris à l'âge de 18 ans, en 1923. 
En 1932 il obtient le grade de docteur ès sciences mathématiques avec ses thèses intitulées « Quelques problèmes de représentation conforme » et « L'uniformisation des fonctions algébriques » soutenues à la faculté des sciences de Paris et réalisées sous le mentorat de Constantin Carathéodory. 
Ensuite, il devient maître de conférences à l'université de Marseille en 1933, puis à l'université de Clermont-Ferrand en 1934. Professeur à l'université de Besançon, puis en 1938 à l'université de Clermont-Ferrand, il est professeur d'université à Alger de 1941 à 1959. 
Il quitte le groupe Bourbaki en 1941.
Le CNRS ayant besoin de développer le calcul automatique à Paris, il est nommé en 1957 à la tête du laboratoire de calcul numérique de l’Institut Henri-Poincaré, puis comme successeur de Louis Couffignal à l’Institut Blaise-Pascal. C’est pour lui qu’une chaire d’analyse numérique est créée en 1959 à la faculté des sciences de Paris. 
René de Possel dirige l'Institut Blaise-Pascal jusqu'à la dissolution de ce laboratoire par le CNRS en 1969. Il en fait l'un des principaux centres de calcul scientifique français. Par son rayonnement intellectuel et son charisme personnel, il attire des pionniers de l'informatique comme l'algébriste  André Lentin ou le logicien Louis Nolin. Il crée aussi un DEA de « mathématiques appliquées » où enseignent Jacques Arsac, Maurice Gross, André Lentin, Claude-François Picard, Jacques Pitrat, Jean-Claude Simon, Marcel-Paul Schützenberger. Il participe en 1963 à la fondation de l'Institut de programmation de Paris, dont la direction est confiée à Jacques Arsac.
René de Possel, qui n’a cessé de lancer des axes de recherche, par exemple en informatique médicale, conserve un petit laboratoire où il passera les dernières années de sa vie à expérimenter une machine à lire. Le but est de réaliser une machine capable de lire toute écriture, y compris manuscrite. D’autres applications sont étudiées : lecture de microfilms, interprétation d’images et de tracés,.
Parmi ses étudiants ayant passé un doctorat sous sa direction, on peut citer le logicien Roland Fraïssé qui soutient sa thèse à Paris en 1953. 
En décembre 1957, René de Possel présente les travaux de Maurice Audin lors de la thèse de celui-ci in absentia.

## Prix
En 1943 il reçoit le Prix Francœur.

## Travaux de recherche
Il est connu pour avoir été, au début des années 1960, un des pionniers de la recherche sur la reconnaissance optique de caractères. Il compte à son actif nombre d'articles de mathématiques fondamentales tout au long de sa carrière.